# 콜레주 드 프랑스

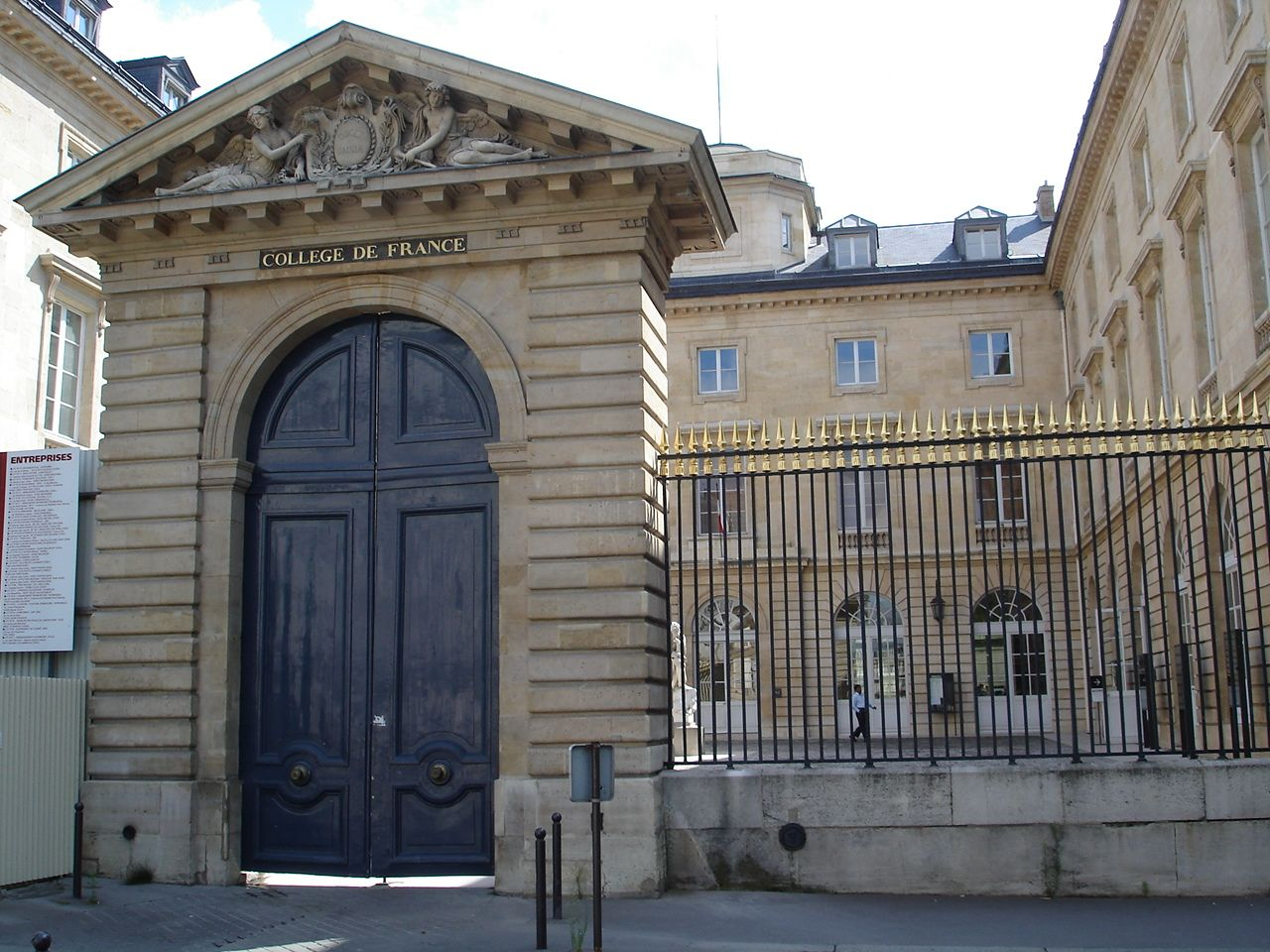
콜레주 드 프랑스의 정문

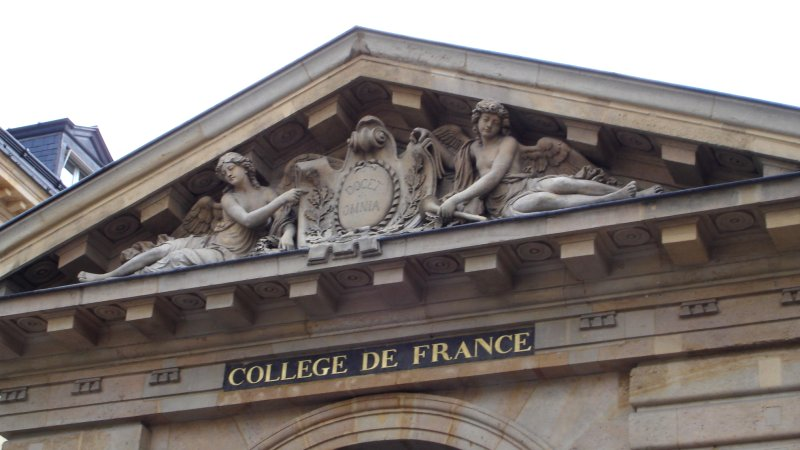
콜레주 드 프랑스

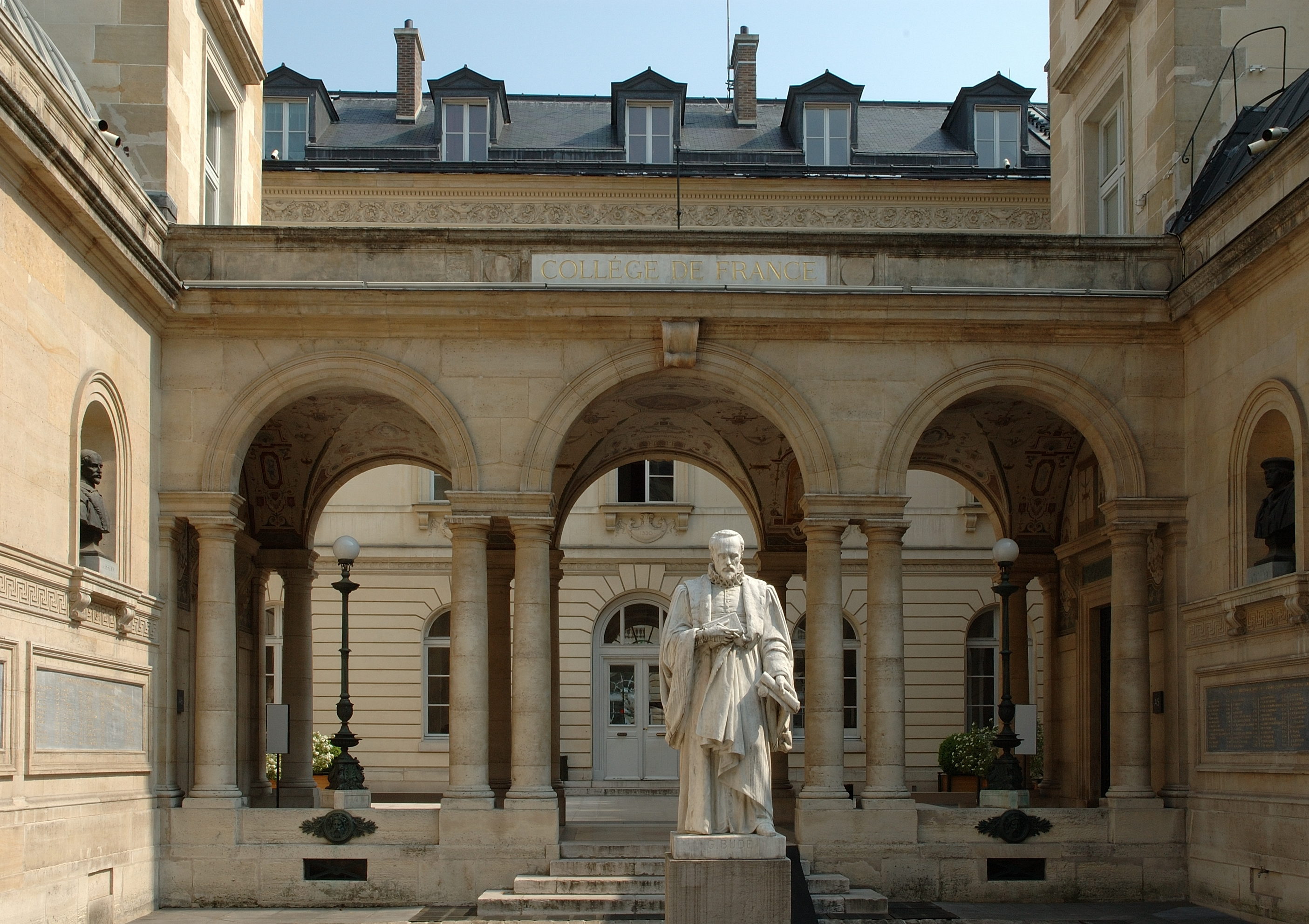
콜레주 드 프랑스의 교정

콜레주 드 프랑스(Collège de France)는 1530년 프랑수아 1세가 창설한 고등연구교육기관이다. 왕정 시기에는 콜레주 루아얄(Collège royal)로 불렸다. 콜레주 드 프랑스는 라탱 구역의 중심부, 파리 제 5구 마르슬랭-베르틀로(place Marcelin-Berthelot) 광장에 위치해 있다.
콜레주 드 프랑스의 교수로 선출된다는 것은 곧 프랑스 고등고육에서 가장 높은 영예를 지닌 자리에 오르는 것을 의미한다.
콜레주 드 프랑스는 또한 파리 문리대학교(PSL 대학교)의 협력 기관이기도 하다.

## 역사
'콜레주 드 프랑스'는 1530년 프랑수와 1세 왕실 문고 담당자이자 고대 그리스 문학 번역가인 기욤 뷔데(프랑스어: Guillaume Budé)가 왕에게 인문학자들이 강의를 하는 교육기관을 만들 것을 건의하여 창설되었다.
원래는 그리스와 이스라엘에 관한 두 개의 교수직이 만들어졌으나, 프랑스법, 로마, 수학 그리고 의학 등 10개 분야가 생겨났다. '콜레주 드 프랑스'의 표어는 «라틴어: Docet omnia» →모든 것을 가르침이다.
처음에는 '콜레주 루아얄'(프랑스어: Collège royal, 왕립 콜레주)로 불렸으며 제정 시절에는 '콜레주 앵페리알'(프랑스어: Collège impérial 제국 콜레주)라고 불렸다. 1870년부터 '콜레주 드 프랑스'란 이름이 내려오고 있다.

## 역할
현재 '콜레주 드 프랑스' 교육과정은 7가지 과목으로 이루어져 있다. 그 일곱 과목은 수학, 자연과학, 철학, 사회학, 역사학, 언어학, 고고학이다. '콜레주 드 프랑스'에는 54개의 교수 자리가 있다. 학위는 없고 강좌는 무료이며 입학이나 별도의 신청 절차 없이 모든 사람에게 열려 있다. '콜레주 드 프랑스'의 교수가 된다는 것은 프랑스 교육계에서 엄청난 영광으로 여겨진다.
행정의 자치성이 보장되고 수업료, 학위 수여 등의 규제로부터 자유로운 점이 특징이다. 석좌교수들은 무료로 공개 강의를 하고 고학력을 요하는 특별한 과목 외에는 누구든지 자유롭게 수업에 참여할 수 있다. 과학과 인문학 분야에서 최고의 석학들만 석좌교수로 초빙되고 석좌교수들은 연구 활동에 참여하는 대신 학위를 수여하지 않는다.

## 캠퍼스
엑상프로방스에 캠퍼스 한 개를 운영 중이다. 엑상프로방스 3 대학교와 함께 이곳은 자연 재해, 지진 연구를 위해 운영된다.

## 과거와 현재의 석좌교수 일원
- 미셸 푸코
- 미셸 브레알 (Michel Jules Alfred Bréal)
- 모리스 메를로퐁티
- 클로드 베르나르
- 클로드 레비스트로스
- 앙리 베르그송
- 피에르 부르디외
- 롤랑 바르트

## 건물
건물은 1780년 장 샬그랭에 의해 건설되었다.

## 같이 보기
- 프랑스 학술원